# 하이니
하이니(본명: 원유리, 영어: Hi.ni, 1992년 2월 20일 ~ )는 대한민국의 가수이다.

## 음반

### 앨범
- 《보고싶은데》[2](2012년)
- 《전설같은 이야기》 (2012년)
- 《Clutch Bag》 (2014년)
- 《빈자리》 (2016년)
- 《침대는 가구다》 (2016년)
- 《So Shall We Dance》 (2016년)
- 《비오는 날은 푸르다》 (2016년)
- 《Coming home》 (2016년)
- 《그냥 그렇게》 (2017년)
- 《Gonna be my love》 (2017년)
- 《이만큼》 (2017년)
- 《몸살》 (2018년)

### OST
- 《응답하라 1994 OST Part 4》 - 가질수 없는 너 (2013년)
- 《파랑새의 집 OST Part 3》 - 기분 좋은 날 (2015년)

### the Ring 프로젝트
암투병중인 기획사 예비 창업자 강봉석(1976년 5월18일~)님으로부터 하이니님에게 2015년 11월 2일 제안한 프로젝트로 2019년 3월 5일 공개되었다.
기획의도: 결혼 커플들을 위한 약혼 반지를 기리기 위한 프로젝트
싱글 발매는 없고 앨범 1개 (음원만 6곡, 뮤비 제작 없음) 만 발매 하길 제안했었다.
가수명: 하이니가 아닌 '원유리'
앨범명: 클러치백 Vol2.
곡명:
```
       1. Eau de perfume
       2. the Ring (타이틀곡)
       3. Sunglass
       4. VISA Card
       5. Lipstick
       6. Compact
```

뮤직 제작진은 하이니의 클러치백(2014.10.23) 뮤지션 이기를 원했고 곡을 사는게 조건이었다. 작사가는 하이니님이 하길 원했다.
그런데 암투병중인 강봉석님이 2019년 4월 23일에 암이 재발,전이 되는 것과 창업 자본금 마련 불투명, 하이니님의 앨범 참여 여부 불확신
등으로 the Ring 프로젝트의 앨범 발매는 미지수에 빠지게 되었다.
하지만 강봉석님이 죽은 후에는 the Ring 프로젝트에 대한 저작권은 원유리님과 스톤뮤직엔터테인먼트(구 CJ E&M)에 있음을 알렸다.
물론 본인들이 원한다면...
강봉석님은 세상에는 수많은 변수들이 존재한다고 생각해서 죽는 날까지 어릴적 꿈인 기획사 창업과 the Ring 프로젝트의 실행완료에 대해
최선을 다하겠다고 하였다. (출처: 하이니의 인스타그램 참조)